# Валенсія (футбольний клуб, Фогу)
Валенсія Футебул Клубе ду Фогу або просто Валенсія (порт. Valência Futebol Clube do Fogo) — професіональний кабо-вердський футбольний клуб з міста Сан-Філіпе, на острові Фогу.

## Історія
Футбольний клуб засновано 2009 року в місті Сан-Філіпе на острові Фогу. Зараз клуб виступає у першому дивізіоні Чемпіонату острова Фогу.

### Історія виступів в чемпіонатах та кубках
| Сезон   | Див | Міс | Очок | Іг | В | Н | П | ЗМ | ПМ | РМ |
| 2013-14 | 2   | 6   | 30   | 18 | 9 | 3 | 6 | 33 | 26 | +7 |
| 2014-15 | 2   | 6   | 24   | 18 | 7 | 3 | 8 | 37 | 39 | -2 |